# فريدريك س. ميلس
فريدريك س. ميلس (بالإنجليزية: Frederick Cecil Mills)‏ هو اقتصادي أمريكي، ولد في 24 مارس 1892 في سانتا روسا في الولايات المتحدة، وتوفي في 9 فبراير 1964 في Neshanic, New Jersey ‏ في الولايات المتحدة.